# CDH6
CDH6‏ (Cadherin 6) هوَ بروتين يُشَفر بواسطة جين CDH6 في الإنسان.